# Нуферу
Нуферу (рум. Nufăru) — село у повіті Тулча в Румунії. Входить до складу комуни Нуферу.
Село розташоване на відстані 236 км на схід від Бухареста, 9 км на схід від Тулчі, 110 км на північ від Констанци, 76 км на південний схід від Галаца.

## Населення
За даними перепису населення 2002 року у селі проживали 1062 особи, з них 1059 осіб (99,7%) румунів. Рідною мовою 1061 особа (99,9%) назвала румунську.